# Weronika Zielińska-Stubińska
Weronika Zielińska-Stubińska (Biała Podlaska, 16 de mayo de 1997) es una deportista polaca que compite en halterofilia. Ganó dos medallas en el Campeonato Europeo de Halterofilia, en los años 2024 y 2025, ambas en la categoría de 81 kg.

## Palmarés internacional
| Campeonato Europeo | Campeonato Europeo  | Campeonato Europeo | Campeonato Europeo |
| Año                | Lugar               | Medalla            | Categoría          |
| ------------------ | ------------------- | ------------------ | ------------------ |
| 2024               | Sofía (Bulgaria)    | Medalla de oro     | 81 kg              |
| 2025               | Chisináu (Moldavia) | Medalla de bronce  | 81 kg              |